# Chlorocypha jacksoni
Chlorocypha jacksoni é uma espécie de libelinha da família Chlorocyphidae.
Pode ser encontrada nos seguintes países: República do Congo, República Democrática do Congo e Uganda.
Os seus habitats naturais são: florestas subtropicais ou tropicais húmidas de baixa altitude, regiões subtropicais ou tropicais húmidas de alta altitude e rios.
Está ameaçada por perda de habitat.